# Mouten Kop
 (mai 2021).
Si vous disposez d'ouvrages ou d'articles de référence ou si vous connaissez des sites web de qualité traitant du thème abordé ici, merci de compléter l'article en donnant les références utiles à sa vérifiabilité et en les liant à la section « Notes et références ».
La Mouten Kop est une bière belge actuellement produite pour les Hopjutters (4 jeunes brasseurs) par la Brasserie De Graal à Brakel.

Mouten Kop fut pour la première fois fabriquée en 2010. C’est une bière ambrée type India Pale Ale qui chiffre 6° d'alcool.

Déjà en 2010 Mouten Kop a gagné le titre Meilleure bière amateur de la Flandre 2010 (Beste Hobbybier van Vlaanderen 2010).

## Liens externes

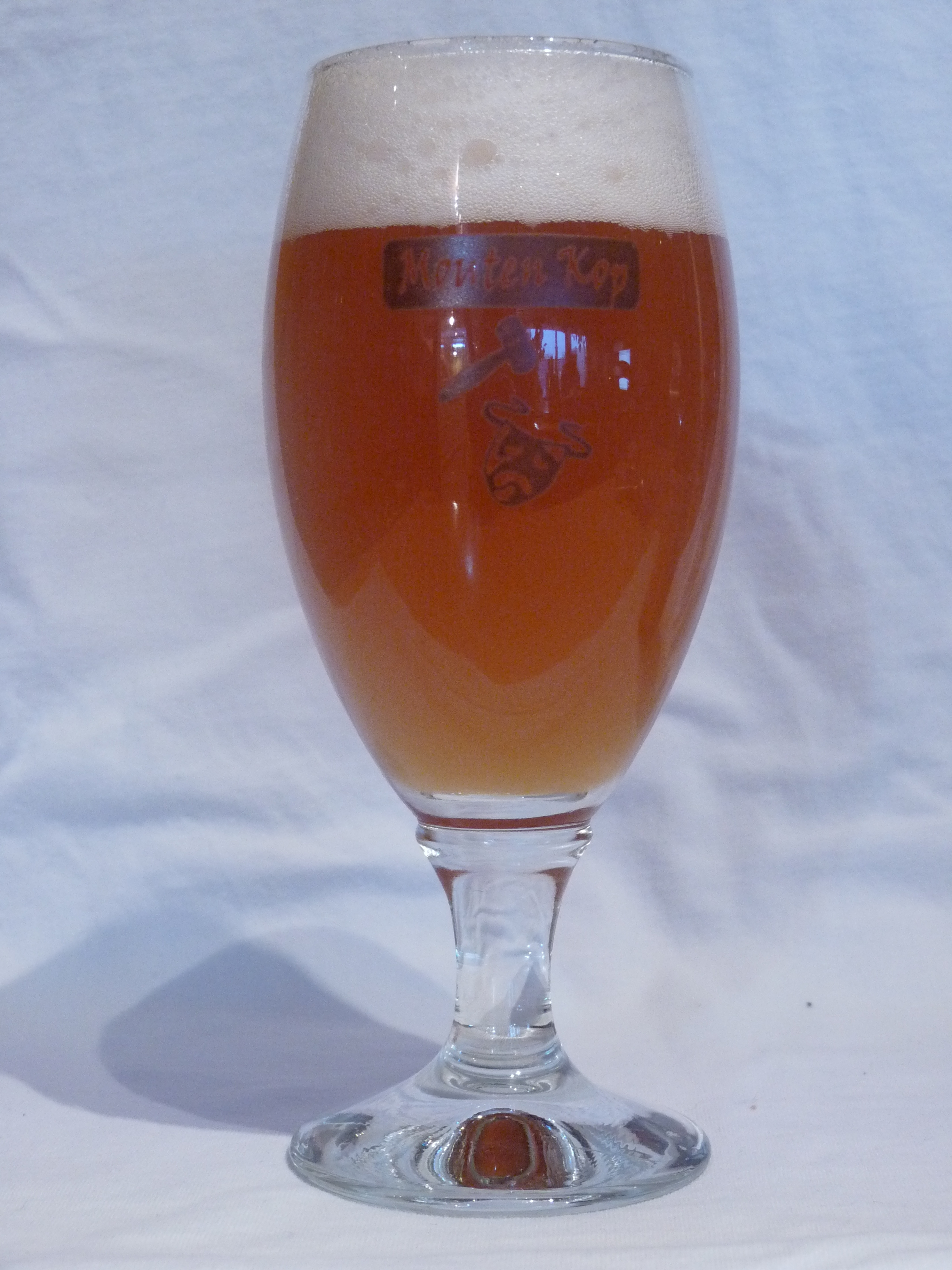
Verre de Mouten Kop